# Murowana
Murowana, Brzostowica Murowana (biał. Муравана, Murawana; ros. Мурована, Murowana) – wieś na Białorusi, w rejonie brzostowickim obwodu grodzieńskiego, około 13 km na północny zachód od Brzostowicy Wielkiej.

## Historia
W połowie XVI wieku, do 1569 roku dobra te były własnością Ostafiego Bohdanowicza Wołłowicza, po czym przeszły do jego zięcia Seweryna Bonera, który je sprzedał Józefowi Karpowi. W rękach rodziny Karpów majątek pozostawał do 1750 roku, kiedy został sprzedany Tadeuszowi Jundziłłowi i pozostawał w rękach tej rodziny do 1858 roku, gdy prawnuczka Tadeusza, Maria Jundziłł (1827–1858) wyszła za Stanisława Sołtana (1822–1897). Jego wnuk Bohdan Sołtan (1893–1960) był ostatnim właścicielem Brzostowicy Murowanej do 1939 roku.
Po III rozbiorze Polski w 1795 roku Brzostowica Murowana, wcześniej należąca do województwa trockiego Rzeczypospolitej, znalazła się na terenie guberni grodzieńskiej Imperium Rosyjskiego. Po ustabilizowaniu się granicy polsko-radzieckiej w 1921 roku Brzostowica Murowana wróciła do Polski, znalazła się w gminie Brzostowica Mała w powiecie grodzieńskim województwa białostockiego. Od 1945 roku – w ZSRR, od 1991 roku – na terenie Republiki Białorusi.
Według Powszechnego Spisu Ludności z 1921 roku zamieszkiwało tu 114 osób, wśród których 58 było wyznania rzymskokatolickiego a 56 prawosławnego. Jednocześnie 105 mieszkańców zadeklarowało polską przynależność narodową a 9 białoruską. Było tu 8 budynków mieszkalnych.
We wsi w 1993 roku stała jeszcze ruina cerkwi pochodzącej z XVI wieku, przebudowywanej w 1817 i 1871–1872.
W 2009 roku wieś liczyła 377 mieszkańców.

## Dawny pałac

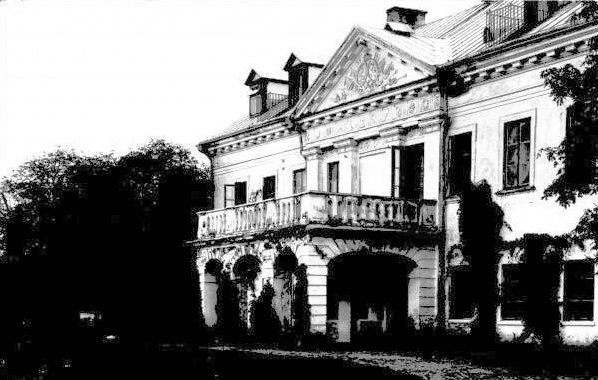
Pałac Sołtanów przed 1939 rokiem

Znajdującą się dzisiaj w ruinie siedzibę zaczął budować Tadeusz Jundziłł, skończył zaś jego syn z drugiego małżeństwa, Franciszek (1750–1818). Pierwotnie dwór składał się z trzech części, jednak w pierwszej połowie XIX wieku skrzydła boczne zostały rozebrane i pozostał tylko korpus główny. Był to budynek murowany, dwukondygnacyjny, podpiwniczony, dziewięcioosiowy, pokryty gładkim dwuspadowym dachem. Wysunięty portyk podpierał balkon z balustradką. Przed portykiem był okrągły trawnik z rabatami kwiatowymi. W pewnej odległości za nim znajdowała się brama wjazdowa, którą stanowiły cztery słupy ze stożkowatymi daszkami. Po jej obu stronach stały dwa budynki gospodarcze (stajnia i obora), a po obu stronach budynku dworskiego postawiono dwie murowane, parterowe oficyny.
Od strony ogrodowej do budynku przylegał taras, z którego schody prowadziły do zajmującego kilka hektarów parku. Były w nim trzy aleje kończące się na brzegu dużego stawu, z wyspą pośrodku, połączonego z kilkoma mniejszymi sadzawkami. Drzewa różnych gatunków w parku stopniowo przechodziły w nieregularny las.
Stanisław Sołtan przebudował dom: na obu połaciach dachu przebito po cztery prostokątne lukarny. Na piętrze pomieszczenia od frontu miały charakter reprezentacyjny, od ogrodu zaś mieszkalny. Duży salon zajmował oba trakty przy końcu prawego skrzydła.
Budynek dworski przetrwał II wojnę światową. Po wojnie urządzono w nim szkołę zawodową. Jeszcze w latach 90. XX wieku uczyli się w niej traktorzyści. Od tej pory budynek jest opustoszały i niszczeje. Dziś jest ruiną.
Majątek w Brzostowicy Murowanej został opisany w 3. tomie Dziejów rezydencji na dawnych kresach Rzeczypospolitej Romana Aftanazego.